# 阿列克谢耶夫卡 (萨马拉州)
阿列克谢耶夫卡（羅馬化：Alekseyevka）是俄罗斯萨马拉州的市级镇，属州辖市基涅利市管辖，地处萨马拉中部，南临伏尔加河支流萨马拉河，在基涅利西偏北侧、州府萨马拉东偏北侧。镇南部设有同名铁路车站。
1700年，在该镇所在的大基涅利河与萨马拉河汇流处附近建立要塞，以彼得一世之子阿列克谢·彼得罗维奇命名为阿列克谢耶夫斯克要塞。该地2022年人口有11,127人；2010年人口10,411；2002年人口9,703；1989年人口9,179。